# Nanao Sakaki
Nanao Sakaki (1. ledna 1923 – 22. prosince 2008) byl japonský básník, autor Bellyfulls, hlavní postava the Tribe, japonský souputník amerických beatniků.

## Život
Narodil se ve velké rodině v prefektuře Kagošima, a vyrostl v rodině barvíře indiga. Po dokončení základního vzdělání ve věku dvanácti let pracoval jako pomocník v kanceláři v Kagošimě. V druhé světové válce působil jako radarový specialista v japonské armádě na Kjúšú, a tajně četl Nietzscheho, Schopenhauera, Kropotkina, Marxe, a Engelse kdykoliv mu to čas dovolil. Po válce se přestěhoval do Tokia, žil v podjezdu v blízkosti železniční stanice Ueno. Po krátký čas také pracoval ve slévárně v Amagasaki, poté jako soustružník a pak po dva a půl roku také jako pochůzkář pro kancelář vydavatele Sanehiko Jamamota.
Kolem let 1952-3 se přestěhoval v Tokiu do čtvrti Sanja a žil z velkorysosti svých sousedů. Všechen svůj čas trávil učením se anglicky a četbou. Po dvou letech se přestěhoval do Šindžuku, kde se začal zabývat jednoduchým uměním a spolupracoval se sochařem specializujícím se na dřevo. Společně navštívili lesy napříč celým Japonskem v průběhu tří let. V tomto čase začal Sakaki psát básně vyjadřující jeho hluboký vztah s lesy. Toto vedlo k výstavě kombinující básně a sochy v Kagošimě v roce 1955 a v Ikebukuru v roce 1959.
Poté šel Sakaki svou vlastní cestou a vrátil se do Šindžuku, kde se spřátelil s Nealem Hunterem, se kterým přeložil některé jeho básně do angličtiny a vydali je v Tokiu v roce 1961 pod názvem Bellyfulls. V roce 1963 za ním přijeli do Japonska Allen Ginsberg a Gary Snyder poté, co jim Hunter představil jeho knihu v Indii. Snyder a Sakaki sdíleli mnoho zájmů jako například lingvistiku, etnologii, sanskrt, japonskou archeologii, Marxe, Junga, Nagarjuna a některé revoluční myšlenky. Někdy v této době Sakaki pomohl vytvořit a vést "the Tribe" a na ostrově Suwanose-džima vznikla kolem něho v roce 1967 dokonce komuna.
Bellyfulls byla otištěna v USA v roce 1966. Počínaje rokem 1969 Sakaki Spojené státy několikrát navštívil. Zkoumal zde divočinu, psal a četl poezii. Ve Spojených státech strávil asi deset let, převážně v San Francisku a v Taosu v Novém Mexiku, ale také jen chůzí po divočině.
Se Snyderem podnikl přednáškové turné po Austrálii a s Ginsbergem v roce 1990 společně navštívili Prahu. Nanao pak ještě v Olomouci na univerzitě předsedal ekologickému shromáždění.
Sakaki byl dvakrát ženat a má jednu dceru, dva syny na Hokkaidu a jednoho v Novém Mexiku. V čase své smrti v roce 2008 žil se svými přáteli v horách okolo Nagana.

## Ukázka z poezie
Praha

Bylo nebylo

Byl jsem jednou brusičem skla v Praze.

Jmenoval jsem se

Rainer Maria Rilke.

Bylo nebylo

Byl jsem jednou houslistou v Praze.

Jmenoval jsem se

Franz Kafka.

Bylo nebylo

Byl jsem jednou zahradníkem v Praze.

Jmenoval jsem se

Karel Čapek.

Bylo nebylo

Byl jsem jednou sládkem v Praze.

Jmenoval jsem se

Nanao Sakaki.

přeložil Jiří Wein

## Česká vydání
- Nanao Sakaki, Pražská imaginace, Praha 1990, přeložil Jiří Wein,
- Nanao, Jitro, Praha 2002, přeložil Jiří Wein, znovu 2004.
- Jít nalehko…, DharmaGaia, 2022, přeložil Jiří Wein